# Miss Lulu Bett
Miss Lulu Bett è un dramma di Zona Gale, tratto dall'omonimo romanzo della stessa autrice. L'opera teatrale debuttò a Broadway nel dicembre e rimase in scena per 198 repliche, prima di chiudere il 18 giugno 1921. Il dramma vinse il Premio Pulitzer per la Drammaturgia nel 1921.
William C. de Mille diresse nello stesso anno la versione cinematografica della commedia, intitolata anche lei Miss Lulu Bett, che aveva come interprete principale l'attrice Lois Wilson.